# Большие танцы
«Большие танцы» — конкурсное массовое танцевальное телевизионное шоу, выходившее на телеканале «Россия-1» с 9 марта по 4 мая 2013 года. Ведущие шоу: Фёдор Бондарчук, Наталья Стефаненко и Альбина Джанабаева. Участвовали непрофессиональные команды из ряда крупнейших городов России. Оценивались жюри и народным голосованием. Самый масштабный проект в истории российского телевидения по числу участников, визуально похожий на флеш-моб. По результатам конкурса, в связи с победой команды этого города, Казань была объявлена «танцевальной столицей» России. По мнению таблоида «Медианяня», программа являлась клоном украинского проекта «Майдан`s».

## Формат
Это не чемпионат профессиональных или спортивных танцоров. В конкурсе участвовали сборные по результатам кастингов молодёжно-студенческие команды численностью по 100 человек во главе с капитаном и профессиональным тренером-хореографом из 8 городов: Москва, Санкт-Петербург, Казань, Ростов-на-Дону, Нижний Новгород, Самара, Волгоград, Саратов. Команды имели фирменные цвета: Москва — фиолетовый , Санкт-Петербург — жёлтый , Казань — тёмно-бордовый , Ростов-на-Дону — голубой , Нижний Новгород — красный , Самара — оранжевый , Волгоград — зелёный , Саратов — бирюзовый .
Выступления шли по субботам с прямой телетрансляцией, в том числе в HD-формате. Выступления проходили в Москве, в «российском Голливуде» — павильоне Главкино, самом большом съемочном комплексе в Европе.
Главный хореограф-постановщик проекта — мировая «звезда» хореографии Пол Домейн, работавший с Джорджем Майклом, Тиной Тёрнер, Шер, Кайли Миноуг и другими, ставивший в Европе популярные массовые и телевизионные шоу The Voice, Dancing with the Stars, X-Factor, World Music Awards и другие.
После финала конкурса на главной московской улице Тверская от Бульварного кольца до улицы Моховая проводилось масштабное танцевально-парадное шоу с участием всех 800 членов команд и «звёзд» отечественного и мирового шоу-бизнеса.

## Правила
Конкурс состоял из 3 этапов: четвертьфинал, полуфинал, финал. В каждом из четырёх четвертьфиналов выступали по две команды, в каждом из двух полуфиналов — по три. В каждый полуфинал выходили из четвертьфиналов две команды-победительницы, а также ещё одна команда, которую «спасало» народное голосование, в финал выходили две команды-победительницы полуфиналов и одна «спасённая» команда среди всех прочих. В финальной передаче определялась команда-победитель конкурса.
В каждой передаче проводятся выступления каждой команды в определённом и свободном стиле и всех команд на т. н. клубном танцполе в состязании «стенка на стенку».
После выступления каждой команды жюри выставляло оценки не более 5 баллов. Также шло голосование телезрителей — посылкой SMS-сообщений (несколько десятков тысяч).

## Проведение
В начале проекта 9 марта прошло массовое стартовое шоу с танцем всех 800 участников, исполнением Валерием Меладзе песни «Свет уходящего солнца», участием Филиппа Киркорова и презентацией представляемых городов. В жюри были продюсер Виктор Дробыш, танцор Евгений Папунаишвили, режиссёр и актриса Рената Литвинова.
В жюри четвертьфиналов были Евгений Папуинашвили, Рената Литвинова, журналист Михаил Зеленский, режиссёр Андрей Житинкин.
В жюри полуфиналов были Евгений Папунаишвили, спортивный чемпион и тренер Ирина Винер, Михаил Зеленский, телеведущий Дмитрий Губерниев,Леонид Ярмольник, Роман Виктюк
Четвертьфиналы и их победители:
- 16 марта Казань, Самара
- 23 марта Москва, Волгоград
- 30 марта Нижний Новгород, Ростов-на-Дону
- 6 апреля Санкт-Петербург, Саратов

Полуфиналы и их победители (баллы):
- 13 апреля Казань(59), Москва(58), Нижний Новгород(54)
- 20 апреля Ростов-на-Дону(59), Самара(57), Санкт-Петербург(54)

Финал и победитель конкурса (баллы):
- 27 апреля Казань(60), Ростов-на-Дону(58), Нижний Новгород(58)

## Пародии
- 15 июня 2014 года программа была спародирована в передаче «Большая разница ТВ» на Первом канале[8].